# Joaquim Cruz
Joaquim Carvalho Cruz (Taguatinga, 12 de março de 1963) é um ex-meio-fundista brasileiro, campeão olímpico dos 800 metros em Los Angeles 1984, medalha de prata na mesma prova nas Seul 1988 e por duas vezes campeão pan-americano, em Indianápolis, 1987 e Mar del Plata, 1995.

## Carreira
Sétimo filho de uma família de nordestinos que migrou do Piauí para o Distrito Federal, começou sua carreira jogando basquete americano no SESI de Taguatinga aos treze anos de idade, e logo mostrou um grande talento como júnior. Aos dezoito anos, conseguiu a marca de 1'51" nos 800 metros. Após estabelecer o recorde mundial juvenil de 1'44"3 no Troféu Brasil de Atletismo no Rio de Janeiro em 1981, ele recebeu uma bolsa de estudos na Universidade de Oregon em 1983, onde correu o famoso corredor Steve Prefontaine. Logo essa mudança mostrou resultados, e Cruz venceu os 800m no campeonato colegial americano NCAA no mesmo ano. Ele também competiu no primeiro Campeonato Mundial de Atletismo em Helsinque, conseguindo a medalha de bronze.
No ano seguinte, os Jogos Olímpicos foram realizados em Los Angeles e Cruz era considerado um dos favoritos, juntamente com os britânicos Sebastian Coe, recordista mundial e o campeão olímpico de  Moscou 1980, Steve Ovett. Joaquim correu em segundo a prova toda e na entrada da reta final deu uma arrancada  que os outros adversários não conseguiram acompanhar; cruzou a linha de chegada em 1:43.00, novo recorde olímpico (que vigorou por 12 anos), a frente de Sebastian Coe e do marroquino Said Aouita, se tornando o primeiro brasileiro no atletismo a conseguir o título olímpico desde Adhemar Ferreira da Silva, medalhista de ouro em Helsinque 1952 e Melbourne 1956. Devido a um alegado resfriado, não participou nas semifinais dos 1500 m dois dias depois, prova para a qual também estava inscrito.
Poucas semanas após os Jogos Olímpicos, Joaquim quebrou mais um recorde brasileiro nos 800m em uma competição em Colônia. Seu tempo de 1:41.77 foi apenas 4/100 de segundo acima do recorde mundial. Em 1985 Joaquim confirmou seus excelentes resultados no ano anterior ao correr tempos abaixo de 1:43 na Europa. Neste ano, foi eleito o Desportista do Ano numa votação de jornalistas brasileiros (obteve 98 dos 107 votos totais).
Em Seul 1988, defendendo seu título nos 800m, ele liderava a prova até a curva final, quando foi ultrapassado pelo queniano Paul Ereng, ficando com a medalha de prata. Ainda durante os Jogos, causou polêmica ao comentar sobre o físico, e possível doping, da corredora americana Florence Griffith Joyner: "Era muito feminina no início da carreira. Hoje ela parece um homem".
Com problemas no tendão de Aquiles, Joaquim teve dificuldades para conseguir continuar em nível internacional e não participou dos Jogos Olímpicos de Barcelona 1992. Em 1993, tentou sua volta nos 1500 metros em várias corridas de Grand Prix na Europa, mas não obteve o desempenho esperado. Em 1995 conquistou a medalha de ouro nos 1500 metros nos Jogos Pan-americanos de 1995 em Mar del Plata.
Em Atlanta 1996, Joaquim foi o porta-bandeira da delegação brasileira na cerimônia de abertura, em sua última Olimpíada. Encerrou a carreira no Troféu Brasil de Atletismo em janeiro de 1997, no Rio de Janeiro.
Atualmente ele é treinador e foi o técnico da equipe de atletismo dos Estados Unidos nos Jogos Parapan-americanos de 2007 no Rio de Janeiro e nos Jogos Paraolímpicos de 2008 em Pequim. Vive em San Diego, Califórnia, com a esposa Mary e os filhos Kevin e Paulo.
Sua carreira e suas vitórias foram homenageadas pelo COB em 2007, quando Joaquim foi designado para acender a pira olímpica dos Jogos Pan-americanos do Rio de Janeiro.

## Palmarés
- Campeão olímpico (800 m) - 1984
- Campeão dos Jogos Pan-Americanos (1500 m) - 1987, 1995
- Campeão da NCAA (800 m) - 1983, 1984
- Campeão da NCAA (1500 m) - 1984
- Campeão Júnior Pan-Americano (800 m) - 1980
- Campeão Júnior Pan-Americano (1500 m) - 1980
- Campeão júnior da América do Sul (400 m) - 1980
- Campeão júnior da América do Sul (800 m) - 1980
- Campeão Júnior B da América do Sul (400 m) - 1978, 1979
- Campeão Júnior B da América do Sul (800 m) - 1978, 1979
- Campeão Júnior B da América do Sul (1500 m) - 1979
- Campeão Júnior B da América do Sul (4 x 400 m) - 1978, 1979

### Principais Resultados
| Ano  | Evento               | Sede          | Prova         | Resultado | Tempo   | Notas            |
| ---- | -------------------- | ------------- | ------------- | --------- | ------- | ---------------- |
| 1983 | Mundial              | Helsinki      | 800 m rasos   | Bronze    | 1'44"27 |                  |
| 1984 | Jogos Olímpicos      | Los Angeles   | 800 m rasos   | Ouro      | 1'43"00 | Recorde olímpico |
| 1984 | Jogos Olímpicos      | Los Angeles   | 1 500 m rasos | Semifinal | DNS     |                  |
| 1987 | Jogos Pan-Americanos | Indianapolis  | 1 500 m rasos | Ouro      | 3'47"34 |                  |
| 1988 | Jogos Olímpicos      | Seul          | 800 m rasos   | Prata     | 1'43"90 |                  |
| 1988 | Jogos Olímpicos      | Seul          | 1 500 m rasos | Bateria   | 3'40"92 |                  |
| 1995 | Jogos Pan-Americanos | Mar del Plata | 1 500 m rasos | Ouro      | 3'40"26 |                  |
| 1995 | Mundial              | Göteborg      | 1 500 m rasos | Semifinal | DNS     |                  |
| 1996 | Jogos Olímpicos      | Atlanta       | 1 500 m rasos | Bateria   | 3'45"32 |                  |

## Progressão dos Tempos

### 800 metros rasos
| Ano  | Melhor Tempo | Local          | Data      |
| ---- | ------------ | -------------- | --------- |
| 1994 | 1'49"40      | Zurigo         | 17-8-1994 |
| 1993 | 1'49"91      | Londres        | 23-7-1993 |
| 1988 | 1'43"90      | Seul           | 26-9-1988 |
| 1985 | 1'42"49      | Koblenz        | 28-8-1985 |
| 1984 | 1'41"77      | Koln           | 26-8-1984 |
| 1983 | 1'44"27      | Helsinki       | 9-8-1983  |
| 1981 | 1'44"3       | Rio de Janeiro | 27-6-1981 |

## Recordes

### Pessoais
| Prova   | Tempo   | Data                 | Local    |
| ------- | ------- | -------------------- | -------- |
| 800 m   | 1.41,77 | 26 de agosto de 1984 | Koln     |
| 1000 m  | 2.14,09 | 20 de agosto de 1984 | Nice     |
| 1500 m  | 3.34,63 | 14 de agosto de 1988 | Hengelo  |
| 1 milha | 3.53,00 | 13 de maio de 1984   | Westwood |

| Prova  | Tempo   | Data                    | Local     |
| ------ | ------- | ----------------------- | --------- |
| 1000 m | 2.16,99 | 12 de fevereiro de 1989 | Stuttgart |

### Recordes sul-americanos
Nível Sênior
- 800 metros rasos: 1'41"77 ( Koln, 26 de agosto de 1984)
- 1 000 metros rasos: 2'14"09 ( Nizza, 20 de agosto de 1984)
- 1 000 metros rasos (indoor): 2'16"99 ( Stoccarda, 12 de fevereiro de 1989)